# Paradiestus
Genre
Paradiestus est un genre d'araignées aranéomorphes de la famille des Corinnidae.

## Distribution
Les espèces de ce genre sont endémiques du Brésil.

## Liste des espèces
Selon World Spider Catalog (version 17.5, 12/10/2016) :
- Paradiestus aurantiacus Mello-Leitão, 1915
- Paradiestus egregius (Simon, 1896)
- Paradiestus giganteus (Karsch, 1880)
- Paradiestus penicillatus (Mello-Leitão, 1939)
- Paradiestus vitiosus (Keyserling, 1891)

## Publication originale
- Mello-Leitão, 1915 : Algunas generos e especies novas de araneidos do Brasil. Broteria, vol. 13, p. 129-142.